# Isaiah Livers
Isaiah Maurice Livers (ur. 28 lipca 1998 w Kalamazoo) – amerykański koszykarz, występujący na pozycji niskiego skrzydłowego, od 2024 zawodnik Washington Wizards.
W 2017 został wybrany najlepszym zawodnikiem szkół średnich stanu Michigan (Michigan Gatorade Player of the Year, Michigan Mr. Basketball).
14 stycznia 2024 trafił w wyniku wymiany do Washington Wizards.

## Osiągnięcia
Stan na 21 stycznia 2024, na podstawie, o ile nie zaznaczono inaczej.
NCAA
- Wicemistrz NCAA (2018)
- Mistrz:
  - turnieju konferencji Big 10 (2018)
  - sezonu regularnego Big 10 (2021)
- Uczestnik rozgrywek:
  - Elite 8 turnieju NCAA (2018, 2021)
  - Sweet 16 turnieju NCAA (2018, 2019, 2021)
- Laureat nagród:
  - U-M’s Sixth Man Award (2019)
  - U-M’s Travis Conlan Sportsmanship Award (2019)
- Zaliczony do:
  - I składu turnieju Battle 4 Atlantis (2020)
  - II składu Big Ten (2021)
  - składu honorable mention:
    - All-American (2021 przez Associated Press)
    - All-Big Ten (2020)
- Zawodnik tygodnia Big Ten (25.01.2021)